# Agencia Federal de Investigación
La Agencia Federal de Investigación (AFI) se creó por decreto del Ejecutivo de la Unión publicado en el Diario Oficial de la Federación el 1° de noviembre de 2001. Fue creada como proyecto de Carlos Paredes Leyva, como parte de la política pública del gobierno federal de México en respuesta a la necesidad de evolucionar el esquema que había operado la antigua Policía Judicial Federal como policía reactiva, para dar paso a una policía investigadora basada en métodos y procedimientos específicos y bajo un perfil profesional que garantice eficiencia y eficacia en el combate a las estructuras delincuenciales, así como abatir la impunidad y coadyuvar para lograr una procuración de justicia pronta y expedita. Durante el sexenio de Vicente Fox, se convirtió en la policía ejemplar del país siguiendo estándares internacionales y con amplio reconocimiento a nivel mundial.

El 15 de diciembre de 2006 el presidente Felipe Calderón, como parte de la Estrategia Nacional de Combate a la Delincuencia, unificó el mando de la AFI y el de la Policía Federal Preventiva en Ardelio Vargas Fosado, conformando una sola «Policía Federal». Este esquema operó por cerca de dos años hasta que el Congreso de la Unión dio marcha atrás a esta iniciativa. 
La AFI fue una corporación policial civil, aunque ha sido enriquecida con exmilitares; el personal recibió entrenamiento en un ambiente semi-militarizado, pero el desarrollo de las funciones es bajo el cumplimiento de las leyes civiles que marca la Constitución y los Códigos Penales mexicanos. Con la publicación de la nueva Ley Orgánica de la Procuraduría General de la República el 29 de mayo de 2009, se hace una primera referencia a la Policía Federal Ministerial como nuevo auxiliar directo del Ministerio Público de la Federación, sin embargo, en el artículo sexto transitorio del decreto se dispone la aplicación del Reglamento de la Ley Orgánica publicado en el Diario Oficial de la Federación el 25 de junio de 2003 en todo aquello que no se oponga a la nueva ley, y en el cual se contemplaba aún a la Agencia Federal de Investigación.
El veintitrés de julio de 2012 se publicó en el Diario Oficial de la Federación el Reglamento de la Ley Orgánica de la Procuraduría General de la República, donde se contemplaba formalmente la creación de la Policía Federal Ministerial, sin embargo, en el primer artículo transitorio del decreto se dio un plazo de sesenta días para su entrada en vigor, los cuales se cumplieron el veintiuno de septiembre de dos mil doce, fecha en que desaparece la Agencia Federal de Investigación para dar paso a la nueva Policía Federal Ministerial.

## Antecedentes
La Agencia Federal de Investigación tiene su origen en la Dirección General de Planeación y Operación de la Policía Judicial Federal, y por lo mismo tiene una doble naturaleza. Por un lado, el congreso, a través de la Ley Orgánica de la Procuraduría General de la República maneja el concepto de policía y por el otro, el Ejecutivo, a través del reglamento de la ley orgánica maneja el concepto de la oficina que se encarga de administrar dicha policía.
Por ello, cuando en 2001 se reformó el reglamento de 1996, la Policía Judicial Federal quedó adscrita a la Agencia Federal de Investigación. Y cuando el congreso emitió una nueva ley orgánica, publicada el 27 de diciembre de 2002, que creó la Policía Federal Investigadora, ésta nueva corporación policial integró la AFI.
Esta transformación se debió principalmente porque la Policía Judicial Federal (PJF) vivió en sus últimos años un proceso de deterioro y de corrupción que anuló la naturaleza de la policía judicial como ente imprescindible para que el Estado mexicano cumpla cabalmente su misión de procurar justicia.
Por ello, la Procuraduría General de la República buscó restituir la vocación investigadora del órgano policial judicial para cumplir con el mandato constitucional y el compromiso gubernamental de procurar una justicia pronta y expedita.
En tal sentido se llevó a cabo un proceso de reingeniería que consistió en que sin gravar de ninguna manera el presupuesto federal, se ha aprovechado la estructura orgánica y ocupacional de la PJF para crear áreas definidas de planeación, de investigación y de análisis; incorporar a la Interpol, generar el soporte técnico, jurídico y administrativo que el nuevo órgano de investigación requiere y, desde luego, conservar la función de policía judicial, apoyada con un cuerpo profesional de operaciones especiales, pero ahora en un despliegue territorial con objetivos precisos sobre el cumplimiento de mandamientos judiciales y ministeriales[cita requerida].
Con esos objetivos se diseñó una institución policial profesional basada en sistemas, procedimientos y una lógica organizativa que compartimenta la información y, en consecuencia, reduce los márgenes de corrupción, define tramos de control, evita la duplicidad en cadenas de mando y estructura piramidalmente la organización para un ejercicio preciso del mando.
Durante el gobierno del presidente Felipe Calderón se reformó el sistema policial de la República como parte de la Estrategia Nacional de Combate a la Delincuencia. En principio, se puso bajo un solo mando, con Ardelio Vargaso Fosado, tanto a la Agencia Federal de Investigación como la Policía Federal Preventiva para formar una sola «Policía Federal». Este esquema operó por cerca de dos años hasta que el Congreso de la Unión dio marcha atrás a esta iniciativa: por un lado, le otorgó facultades de investigación a una nueva Policía Federal y transformó con una nueva ley orgánica de la PGR, publicada el 29 de mayo de 2009, a la Policía Federal Investigadora en la Policía Federal Ministerial, que antes fue la AFI.
Hasta antes de esta reforma, la AFI era la única policía con facultades de investigación de delitos, por lo que su protagonismo en la vida del Estado mexicano era muy visible. Con las reformas, la Policía Federal realiza las investigaciones que antes realizaba la AFI, quedando esta solo con tareas de policía ministerial, y por lo mismo ahora es una corporación de bajo perfil protagonista.

## Marco legal
- Constitución Política de los Estados Unidos Mexicanos.
- Ley Orgánica de la Procuraduría General de la República (PGR).
- Ley Federal de Responsabilidades de los Servidores Públicos.
- Decreto que reforma, adiciona y deroga diversas disposiciones del Reglamento de la Ley Orgánica de la PGR, publicado en el Diario Oficial de la Federación el 1 de noviembre de 2007.
- Código Federal de Procedimientos Penales.
- Regulada por la Ley y Reglamentos Orgánicos de la Procuraduría General de la República (PGR).

## Modelo de operación
La estructura propuesta considera que el proceso de investigación parte desde la investigación de estrategias, políticas y objetivos de actuación a fin de que las áreas de investigación y análisis táctico recopilen información policial de campo y de gabinete, respectivamente, y cuyo procesamiento permita ser el soporte para la determinación de directrices y consignas policiales que llevarían a cabo o realizaría el área de Despliegue Regional o de Operaciones Especiales.
La incorporación de la Oficina Central Nacional de Interpol-México responde a un principio de idoneidad para compartir información común de objetivos criminales con enlaces internacionales de otras agencias afines, pero bajo un solo criterio operativo.

## Profesionalización
Destaca el sentido profesional que deberán asumir los integrantes, orientada su actuación por el Plan Rector de Educación Policial así como por el Reglamento del Servicio de Carrera que está en proceso, y que habrá de constituirse en el instrumento de desarrollo y garantía de una conducta ética de servicio a la sociedad. En tal sentido, se ha definido el modelo de profesionalización con base en una carrera policial que privilegia la formación, la especialización y el desarrollo.

### Plan de estudios
En términos del Plan de Estudios para la carrera policial de investigador de delitos federales, a la fecha se ha modificado la currícula y materias específicas para que el curso de formación aporte policías investigadores, y los egresados asuman su función de inmediato. Con el nuevo plan de estudios se ha precisado e incidido en aspectos que estimulan, despiertan y explotan el potencial profesional que cualquier egresado del ICAP debe rendir en las tareas de investigación de la AFI.
El plan de estudios de la Agencia Federal de Investigación se divide en dos partes:
| Tronco común - Metodología de la investigación - Ética policial - Legislación - Derechos humanos - Informática | Especialización - Investigación policial. - Análisis táctico. - Operaciones Especiales. |

## Unidad Canina
La Unidad Canina utiliza perros policía y trabaja fundamentalmente con técnicas de búsqueda.
Las labores encomendadas a la Unidad Canina incluyen, pero no están limitadas a:
- Detección de drogas - La principal función del perro es descubrir droga en compartimentos ocultos y dar apoyo a los grupos de búsqueda de narcóticos en toda la República, brindar ayuda a todas las empresas de paquetería, terminales de autobuses, de trenes, etc, en la búsqueda de narcóticos tales como marihuana, cocaína, heroína así como la detección de armas de fuego y papel moneda.
- Dominar, bajo el control de su manejador a toda persona que se oponga al arresto.
- Detección de explosivos - La formación de los perros detectores de explosivos y de sus manejadores se asemeja mucho a la de la búsqueda de narcóticos. Sin embargo el perro efectúa el marcaje de manera diferente, ya que todo el sistema explosivo corre el riesgo de activarse con un mínimo movimiento, por lo que en señal el perro marca el lugar sentándose o echándose.
- Detección de restos humanos sepultados en el subsuelo por catástrofes, sean naturales o provocadas.
- Patrullaje e intercepción - Efectúa la neutralización de personas que perturben el orden público así como sospechosos de haber cometido un delito.

## Actividades controvertidas de la AFI
Sus actividades estaban dirigidas a apoyar a la investigación y persecución del delito, como son: delitos contra la salud (narcotráfico), privación ilegal de la libertad (secuestro), tráfico de armas y asociaciones delictivas (delincuencia organizada). Sin embargo, algunas de estas acciones ocasionaron situaciones que, en su momento, pusieron en duda su actuar:
- Agentes antidrogas de la DEA encontraron en el 2008 infiltrados en los cárteles mexicanos bajo el cobijo de la AFI, para rastrear y detener narcotraficantes en México, y esto es visto por algunos políticos mexicanos como una intromisión de la agencia antidrogas norteamericana en territorio mexicano.[10]

- La Procuraduría General de la República (PGR) debe investigar y sancionar a los funcionarios de la Agencia Federal de Investigación (AFI) que en diciembre pasado permitieron manipular un operativo de captura de una banda de presuntos secuestradores, entre quienes figura una ciudadana francesa, porque acciones como esa desacreditan la labor policial, coincidieron jueces y magistrados federales en materia penal.[11]

- Al menos 12 agentes mexicanos entrenados por fuerzas de élite de Estados Unidos, «cultivados» por años para convertirse en «unidades de confianza» de Washington en México, han sido ejecutados por el narcotráfico en los meses recientes, entre ellos el comandante de la Policía Federal, Edgar Millán. Reclutados por la embajada de Estados Unidos para integrarse a sus Unidades de Investigaciones Sensibles (SIU, por sus siglas en inglés),[12] agentes de la Policía Federal y la Agencia Federal de Investigación recibieron entrenamiento de la DEA y el FBI, y ahora engrosan la lista de oficiales caídos.[13] después de los hechos narrados, los 8 policías sobrevivientes quemaron sus uniformes e insignias frente a las instalaciones de la academia de Policía Federal, de los cuales se sabe eran policías de inteligencia altamente entrenados entre ellos el Comandante "diablo" y el mérito al valor rodolfo nava, personajes de los cuales no se supo más, lógicamente por temas de seguridad, siendo así los 8 sobrevivientes que se manifestaron abiertamente contra las actividades controvertidas de la AFI lo que ocasionó el declive y posterior desaparición de la agencia mencionada.
- Varios casos en los que los detenidos por la AFI fueron torturados para confesarse culpables, siendo los casos más famosos los montajes de Israel Vallarta y Florance Cassez[14] y los detenidos por los atentados de Morelia en 2008.[15]

- Se han arrestado varios agentes de la AFI, bajo sospecha de trabajar a favor de cárteles, ya sea bajo amenaza o soborno. La PGR reportó en diciembre de 2005 que una quinta parte de sus oficiales estaban bajo investigación criminal, y que cerca de 1500 oficiales de los 7000 agentes estaban bajo investigación y 457 ya bajo cargos criminales.[16][17][18][19]